# محمد السادس ب (قمر اصطناعي)
محمد الساس ب (بالفرنسية: Mohammed VI-B) هو قمر اصطناعي مغربي من نوع «بلياد أستريوم»، وهو القمر الاصطناعي الثالث للمملكة المغربية، بعد كل من زرقاء اليمامة ومحمد الساس أ. أطلق في 8 نوفمبر 2018 من قاعدة كورو التابعة لمنطقة غوايانا الفرنسية على متن صاروخ حامل إيطالي الصنع من نوع "فيغا".
يهدف القمر الاصطناعي إلى رسم الخرائط، ومراقبة النشاط الزراعي، والوقاية من الكوارث الطبيعية، ومراقبة التغيرات البيئية، وحدود المملكة، والمنطقة الساحلية والرصد والإستطلاع بدقة عالية.
جرى إطلاق القمر عند الساعة 01:43  فجرا بتوقيت غرينتش، واستغرقت عملية الإطلاق حوالي 55 دقيقة، بعدما قام صاروخ «فيغا» بنقله إلى المدار الفضائي بنجاح، وتم وضعه في مداره في السماء على ارتفاع  620 كيلومتراً من سطح الأرض.

## مهام القمر الاصطناعي
من أهم مهام القمر الاصطناعي:
- المسح الطبوغرافي ووضع الخرائط
- إحصاء الأراضي الفلاحية
- تحديد المياه السطحية وكميات المياه في البحيرات والسدود وتتبع حالة تآكل الشواطئ
- مراقبة المنشآت الفنية والطرق وتحديد وسائل النقل وتحسينها
- وضع خرائط لأشكال الغابات وتحيين الجرد الغابوي ووضع خرائط للمناطق الغابوية التي تعرضت للحرائق
- وضع خرائط جيولوجية للمناجم وتقييم امتدادها وتحليل البنيات الجيولوجية والتنقيب عن المعادن
- إحداث رصيد خرائطي محدث للاطلاع على شبكات الطرق والسكك الحديدية
- وضع خرائط للمشروعات الكبرى وتتبع التقدم الحاصل في إنجازها كمحطات الطاقة الشمسية ومزارع الرياح والسدود وغيرها من مشاريع البنية التحتية.
- استغلال وتهيئة وتدبير فضاءات المحيط بالمناطق الساحلية وإعداد المخططات الرئيسية ومخططات تهيئة السواحل.
- تتبع تطور المناطق الحضارية وشبه الحضارية ومراقبة السكن غير اللائق ومخططات التهيئة ووضع خرائط لاستغلال الأرض ورصد التصحر
- تقديم المساعدات في حالة حدوث الكوارث الطبيعية كالحرائق والزلازل والفيضانات واكتساح الجراد ووضع خرائط للمناطق المتضررة.
- تهيئة السواحل ومعاينة تطور استغلال الأراضي وتأثير الموانئ على بيئتها وكذا الهجرة غير الشرعية.